# Abner Teixeira
Abner Teixeira da Silva Júnior (Osasco, 10 de setembro de 1996) é um boxeador brasileiro. Foi medalhista olímpico na categoria Peso-pesado dos homens nos Jogos Olímpicos de Verão de 2020.

## Carreira
Nascido em Osasco, Abner logo se mudou para Sorocaba, no interior de São Paulo. Aos 14 anos, Teixeira visitou um projeto social de boxe em Sorocaba, e se envolveu com o esporte. Pouco depois, o adolescente começou a treinar. Dedicado, ele caminhava 6km todos os dias para chegar à academia. O menino que sonhava em ser jogador de futebol, médico ou bombeiro logo começou a se destacar e conquistou seu primeiro título brasileiro juvenil em 2013. Os bons resultados levaram Teixeira à Seleção Brasileira. Nos Jogos Pan-Americanos de 2019, realizados em Lima, no Peru, o peso pesado conquistou a medalha de bronze. 
Ele participou do Campeonato Mundial de Boxe Amador de 2019 realizado em Yekaterinburg, na Rússia, onde venceu a primeira luta, mas foi eliminado no 2º round.
Nos Jogos Olímpicos de 2020, realizados em Tóquio, ele se tornou o primeiro boxeador brasileiro a subir ao pódio em uma campanha histórica para o Brasil (um ouro, uma prata e um bronze). O atleta conquistou a quinta medalha de bronze do boxe brasileiro na história dos Jogos Olímpicos: além dele, Servílio de Oliveira (Cidade do México 1968) e Adriana Araújo, Yamaguchi Falcão e Esquiva Falcão (Londres 2012) conquistaram a medalha.
Participou do Campeonato Mundial de Boxe Amador de 2021 realizado em Belgrado, na Sérvia, na categoria peso pesado.
Nos Jogos Sul-Americanos de 2022, conquistou o ouro na categoria superpesado.
No Campeonato Mundial de Boxe Amador de 2023, agora participando da categoria Super pesado, perdeu nas oitavas de final para o georgiano Nikoloz Begadze.
Nos Jogos Pan-Americanos de 2023, Teixeira chegou à final dos superpesados, mas teve que abandonar a final por lesão física, obtendo a medalha de prata e, portanto, qualificação para os Jogos Olímpicos de 2024 em Paris. Teixeira sofreu uma lesão total no ligamento cruzado anterior (LCA) no joelho direito há dois meses. No momento, ele estava em tratamento conservador, pois uma cirurgia poderia tirá-lo das Olimpíadas, já que a estimativa era de que a recuperação demoraria cerca de sete meses. Teixeira acabou competindo em Paris, mas caiu já na primeira rodada.